# Robert Cutler
Robert Cutler (* 12. Juni 1895 in Brookline, Massachusetts; † 8. Mai 1974 in Concord, Massachusetts) war ein US-amerikanischer Jurist, Schriftsteller sowie Wirtschaftsmanager, der 1953 erster Nationaler Sicherheitsberater der Vereinigten Staaten wurde und dieses Amt erneut zwischen 1957 und 1958 innehatte.

## Leben
Nach dem Schulbesuch studierte Cutler an der Harvard University und schloss dieses Studium 1916 ab. Mit Beginn des Kriegseintritts der USA in den Ersten Weltkrieg 1917 leistete er Militärdienst in den American Expeditionary Force (AEF). Für sein Verdienst und Tapferkeit wurde er mit der Army Distinguished Service Medal ausgezeichnet.
Danach absolvierte er ein postgraduales Studium der Rechtswissenschaften an der Law School der Harvard University und beendete dieses 1922. Im Anschluss erhielt er seine anwaltliche Zulassung in Massachusetts und war anschließend angestellter Rechtsanwalt in der Anwaltskanzlei Herrick, Smith, Donald & Farley, ehe er danach selbst eine Kanzlei betrieb.
Zwischenzeitlich war er von 1940 bis 1942 Rechtsberater von Boston in Fragen des Gesellschaftsrechts. Danach wurde er erneut in die US Army einberufen und nahm bis zum Ende des Zweiten Weltkrieges als Brigadegeneral verschiedene Aufgaben in Stabsstellungen wahr. Für seine Verdienste erhielt er auch den Legion of Merit.
Später war er auch in der Privatwirtschaft tätig und zunächst 1946 Präsident der Old Colony Trust Company.
Im März 1953 wurde er von US-Präsident Dwight D. Eisenhower zum ersten Nationalen Sicherheitsberater der USA ernannt und bekleidete dieses Amt zunächst bis April 1955. Später war er zwischen Januar 1957 und Juni 1958 erneut Nationaler Sicherheitsberater des Kabinetts von Eisenhower.
Zuletzt war Cutler von 1960 bis 1962 US-Exekutivdirektor der Interamerikanischen Entwicklungsbank (IDB) und engagierte sich darüber hinaus für einige gesellschaftliche Organisationen wie der American Academy of Arts and Sciences, als Mitglied des Aufsichtsrates des Boston Symphony Orchestra sowie als Trustee der öffentlichen Bibliothek seiner Geburtsstadt Brookline.

## Veröffentlichungen
Cutler war außerdem als Schriftsteller tätig und verfasste neben den beiden Romanen Louisburg Square (1917) und The Speckled Bird (1923) seine Memoiren unter dem Titel No Time for Rest (1966).

## Mitgliedschaft
1948 wurde Cutler in die American Academy of Arts and Sciences gewählt.